# L'Olleria
L'Olleria és un municipi del País Valencià situat al centre de la comarca de la Vall d'Albaida.

## Origen del nom
En el Llibre del Repartiment es designava esta població amb el nom d'Alqueria de les Olles. En el privilegi del rei conqueridor donat en l'any 1250 a favor de Xàtiva consta dintre del seu terme particular, jurisdicció i contribució, una alqueria anomenada Alqueria de les Olles, al-Fukhkhâr ('les Olles' en àrab). Hui dia l'escut del municipi mostra, sobre les barres reials, una olivera de la qual pengen dues olles o tupins de fang cuit. De tot això és deduïx que el nom del poble prové molt probablement de la fabricació d'estos atifells.

## Geografia
El terme de l'Olleria es troba a la zona central de l'extrem nord de la comarca, al sud de la Serra Grossa, frontera natural entre la Vall d'Albaida i la Costera, i entre els barrancs de la Foia del Port i de la Freira. Té un relleu suau, llevat de la part nord-est de la serra, que separa el municipi del de Canals pel Port de l'Olleria, situat a 393 msnm, entre les muntanyes de Talaia i de la Creu (màxima altura del terme amb 520 m). Des de la Serra Grossa fins al riu Clariano, al límit sud del terme, el terreny descendix en sentit NE-SE, arribant als 200 m en les proximitats del riu. Del vessant meridional de la serra destaquen els barrancs del Port, la Cova, la Murta i el Salido. El nucli urbà està situat sobre una zona elevada i plana, entre els barrancs del Grau i el de Caputxins, que porten aigua de la Serra Grossa a l'alcavó de la Freira i a la Font de la Gaveta, fins al riu Clariano.
Des València es pot arribar a l'Olleria a través de l'A-7 per a enllaçar amb la CV-40 i acabar en la CV-644 i la CV -640.

### Municipis limítrofs
El terme municipal de l'Olleria limita amb els municipis d'Albaida, Alfarrasí, Aielo de Malferit, Bellús, Bufali, Canals, Guadasséquies, Montaverner, Xàtiva i el Palomar.

## Història
El terme de l'Olleria ha sigut habitat des de temps remots. S'han realitzat troballes vinculades a les diferents etapes de la prehistòria, des del Paleolític mitjà, com a la Cova Sant Nicolau, fins a l'edat del bronze, al Castellet del Porquet. Este últim emplaçament va ser estudiat en el segle xix per Juan Vilanova i Piera, qui en un primer moment el va definir com un dolmen i, posteriorment, el va incloure dins l'edat dels metalls, concretament dins del primer període, el del coure. Posteriorment, l'any 1937, Isidre Ballester Tormo va publicar els resultats dels seus estudis sobre el Castellet, els quals l'atribuïxen a l'Eneolític-bronze.
L'Olleria fou una població romana important, tal com demostren els vestigis trobats a les excavacions de la rodalia de l'Ermita de Sant Cristòfol, concretament en la partida dels Casals, i en la partida de Miranda. Les ruïnes romanes trobades foren paretons, fonaments i fins i tot un tros d'aqüeducte. Però, sens dubte, la troballa més important es feu a la partida de Miranda, on es van trobar diversos tipus de làpides romanes, així com monedes de plata, consulars i denaris dels temps de la república romana.
Autors com Huluney i el príncep de Savoia, així com l'historiador modern, Pedro Sucias, parlen de la làpida existent encara hui, i que es troba inscrita i exposada en una de les cases del carrer del Batle, concretament en la que es troba enfront l'ajuntament de la vila. La làpida és de pedra de pedrera de l'Olleria i du gravada la següent inscripció:
L.FVRIVS.MVRRVS
FVRIA.L.F.MVRRANA.V.XIV
Aproximadament la seua traducció seria: «Sepulcre que feu Lucius Furius Murrus on va soterrar sa filla Furia Murrana que va viure catorze anys».
L'Islam també va deixar la seua empremta a l'Olleria, com els topònims Gàlim i Gàfit. Els musulmans també impulsaren l'artesania del vidre i la pirotècnia, tan tradicionals al poble.
L'Olleria també té un paper clau en la guerra de les Germanies. L'any 1522 la vila es va pronunciar a favor de les Germanies i els insurrectes van ser perseguits. La repressió fou molt gran i va concloure amb la massacre de l'Església de Santa Maria Magdalena, que va ser incendiada i van morir asfixiades centenars de persones que s'havien refugiat allí, fugint de l'exèrcit del virrei.
Un esdeveniment de gran rellevància fou la independència de l'Olleria respecte a Xàtiva, en el segle xvi. El creixement demogràfic i el desenvolupament econòmic de la població van conduir els habitants a demanar el títol d'universitat, que finalment fou concedit l'any 1583 i que va significar una separació parcial de Xàtiva. La separació total va venir més tard, el 1588 quan se li va concedir a la població el títol de vila reial amb els privilegis de govern, justícia i dret a ser convocada a Corts i a tenir fires i mercats.

## Política i govern

### Composició de la Corporació Municipal
El Ple de l'Ajuntament està format per 13 regidors. En les eleccions municipals de 26 de maig de 2019 foren elegits 7 regidors del Partit Popular (PP), 5 de Compromís per l'Olleria (Compromís) i 1 del Partit Socialista del País Valencià (PSPV-PSOE).
| Eleccions municipals de 28 de maig de 2023 - l'Olleria                                                                           |                                          |                                     |                                     |        |           |          |
| Candidatura | Candidatura                              | Candidatura                         | Cap de llista                       | Vots   | Vots      | Regidors |
| | Partit Popular                           |                                     | Ramón Vidal Soler                   | 3161   | 70.89 %   | 10 (+3)  |
| | Compromís per l'Olleria                  |                                     | Julià Engo Fresneda                 | 969    | 21.73 %   | 3 (-2)   |
| | Partit Socialista del País Valencià-PSOE |                                     | Eva Maria Vela                      | 267    | 5.98%     | 0 (-1)   |
| | Vots en blanc                            |                                     |                                     | 62     | 1.39%     |          |
| Total vots vàlids i regidors | Total vots vàlids i regidors             | Total vots vàlids i regidors        | Total vots vàlids i regidors        | 4569   | 100 %     | 13       |
| | Vots nuls                                | Vots nuls                           | Vots nuls                           | 48     | 1.06%     |          |
| Participació (vots vàlids més nuls)                                                                                              | Participació (vots vàlids més nuls)      | Participació (vots vàlids més nuls) | Participació (vots vàlids més nuls) | 4617   | 73.88 %** |          |
| Abstenció | Abstenció                                | Abstenció                           | Abstenció                           | 1.593* | 26.11%**  |          |
| Total cens electoral | Total cens electoral                     | Total cens electoral                | Total cens electoral                | 6210*  | 100 %**   |          |
| Alcalde: Ramón Vidal Soler (PP) (17/06/2023) Per majoria absoluta dels vots dels regidors (10 vots de PP)                        |                                          |                                     |                                     |        |           |          |
| Fonts: JEC, JEZ Ontinyent, M. Interior, Periòdic Ara. (* No són vots sinó electors. ** Percentatge respecte del cens electoral.) |                                          |                                     |                                     |        |           |          |

### Alcaldes
Des de 2019 l'alcalde de l'Olleria és Ramón Vidal Soler (PP).
Entre 2015 i 2019 l'alcalde de la població fou Julià Engo i Fresneda (Compromís) que governà amb l'ajuda dels dos regidors de PSPV.
Entre 2011 i 2015 l'alcalde fou José Vidal Oltra, del partit polític local Gent de l'Olleria (GdO), que governà en coalició amb el PP. El març del 2014, els militants de Gent de l'Olleria es tornaren a afiliar al PP, després de l'escissió de 2007, i a la praxi actuaren com un únic part a partir de llavors i fins a la fi de la legislatura.
| Període                       | Alcalde o alcaldessa                                                 | Partit polític | Data de possessió                | Observacions                        |
| ----------------------------- | -------------------------------------------------------------------- | -------------- | -------------------------------- | ----------------------------------- |
| 1979–1983                     | Manuel Garrido i García                                              | MCPV           | 19/04/1979                       | --                                  |
| 1983–1987                     | José Such Martínez                                                   | PSPV-PSOE      | 28/05/1983                       | --                                  |
| 1987–1991                     | José Such Martínez                                                   | PSPV-PSOE      | 30/06/1987                       | --                                  |
| 1991–1995                     | José Such Martínez                                                   | PSPV-PSOE      | 15/06/1991                       | --                                  |
| 1995–1999                     | Vicente Bernardo Llop Moliner                                        | PP             | 17/06/1995                       | --                                  |
| 1999–2003                     | Vicente Bernardo Llop Moliner                                        | PP             | 03/07/1999                       | --                                  |
| 2003–2007                     | Vicente Bernardo Llop Moliner                                        | PP             | 14/06/2003                       | --                                  |
| 2007–2011                     | Vicente Bernardo Llop Moliner Julià Engo i Fresneda José Vidal Oltra | PP BLOC GdO    | 16/06/2007 12/04/2008 30/04/2010 | Moció de censura Pacte de govern -- |
| 2011–2015                     | José Vidal Oltra                                                     | GdO            | 11/06/2011                       | --                                  |
| 2015–2019                     | Julià Engo i Fresneda                                                | Compromís      | 13/06/2015                       | --                                  |
| 2019-2023                     | Ramón Vidal Soler                                                    | PP             | 15/06/2019                       | --                                  |
| Des de 2023                   | Ramón Vidal Soler                                                    | PP             | 17/06/2023                       | --                                  |
| Fonts: Generalitat Valenciana |                                                                      |                |                                  |                                     |

## Demografia
| 1990  | 1992  | 1994  | 1996  | 1998  | 2000  | 2002  | 2004  | 2006  | 2008  | 2009  |
| ----- | ----- | ----- | ----- | ----- | ----- | ----- | ----- | ----- | ----- | ----- |
| 6.852 | 6.845 | 6.977 | 7.010 | 7.005 | 7.058 | 7.302 | 7.648 | 7.984 | 8.514 | 8.692 |

## Patrimoni
Antigament, la vila de l'Olleria tenia molts edificis amb reixes ixents bombades, tant arran el carrer com als balcons, que constituïen un ornament clàssic, i existia una gran profusió de reixes de diverses formes de ferro forjat. No obstant això, foren retirades per ordre municipal, ja que impedien la circulació per moltes voreres, en els carrers, però van constituir un símbol per al poble.

### Edificis civils
L'ajuntament està situat a la plaça la de la Vila, al cantó amb el carrer del Batle. La part antiga que queda té una planta baixa oberta i amb arcs. Possiblement, la intenció era fer de la plaça la vila una plaça porticada, però mai no es va dur a terme. Dalt de la plaça coberta amb arcs es troba la sala de sessions, que té una enorme balconada que dona a la plaça. Eixe tipus de balconades eren molt típiques, però ja sols ne podem trobar a l'ajuntament i a la casa del Sagristà, que es troba enfront l'escala de pujada de la portada neoclàssica-plateresca, coneguda com la dels "Grisons", de l'església de la Magdalena.
La Casa de la Vila conserva als seus baixos la Llotja dels Tractants.
També a l'ajuntament de l'Olleria es troba un rellotge de sol que fou recuperat fa poc i és una rèplica exacta del rellotge solar que hi havia antany. Encara que hui la seua presència sols és testimonial, dona fe que la plaça de la Vila sempre ha sigut el centre neuràlgic i àgora de la població.
La Plaça de Loreto també recull gran part de la vida de carrer de la població. Abans hi havia un convent de frares dominics, que després va passar a ser caserna de la Guàrdia Civil i escola. Més tard es va construir un castell per a fer les representacions de Moros i Cristians de l'ambaixada, i ara hi ha el centre de salut de l'Olleria i el departament d'urgències.
El mercat de l'Olleria és una obra construïda en ferro i amb un disseny molt atrevit i modern, si el comparem amb el caire conservador que tenen la majoria d'edificis construïts en aquell període. Connectat amb el mercat trobem el teatre-cinema Goya, que hui és l'únic en actiu de la població. En la dècada dels seixanta l'Olleria va tenir molts cinemes funcionant, que possiblement van desaparéixer a causa de l'accessibilitat de la població a la televisió. L'actual Teatre Cervantes (es va bastir dins l'antic Almodí o depòsit medieval) amb acta de fundació de l'any 1868, durant la primera república, és un dels teatres valencians en actiu més antics.
La casa Santonja o Palau dels Marau (s'ha iniciat l'expedient de declaració de BIC) és l'edifici civil més destacat de la vila. La seua porta, amb l'escut de la família Marau, mostra la riquesa de la casa i dels seus propietaris. La part de baix era dedicada al servei, mentre que la part superior era la zona de residència de la família. Els salons decorats amb pintures amb significats de la maçoneria liberal, els rajolets pintats a mà i la seua bellesa conformen un conjunt únic a tot Europa. Actualment la casa està en procés de restauració per tal que albergue el Museu Valencià del Vidre.
A l'Olleria es conserva el trinquet valencià més antic, amb la seua muralla medieval i dos "rebotets".
L'any 2010, L'Olleria va dedicar un monument al Vidrier, ubicat a l'entrada del Polígon industrial del Carrascot, realitzat en acer i vidre, obra de l'artista ollerià Toni Grau, amb la col·laboració del mestre vidrier Rafa Abdón, en homenatge a l'antiquíssima tradició vidriera de la vila.

### Edificis religiosos

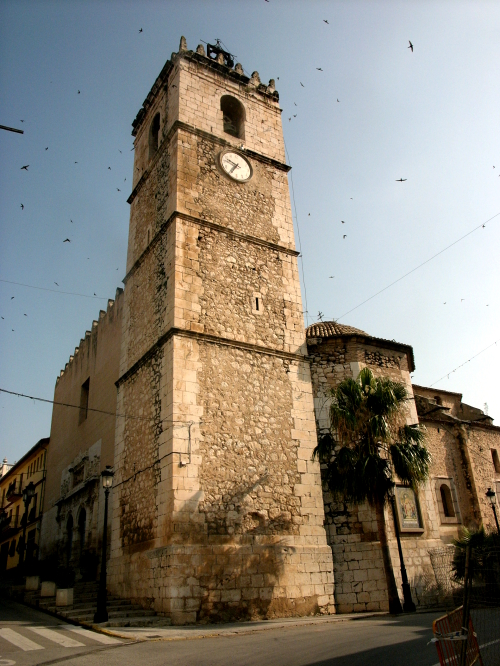
Església de la Magdalena de l'Olleria

L'Olleria, dintre de la seua zona urbana, té l'església arxiprestal dedicada a Santa Maria Magdalena, bastida sobre l'antiga mesquita al segle xiii, i ampliada als segles xvii i XVIII, que recentment ha estat declarada Bé d'Interés Cultural per la Generalitat Valenciana. Un edifici on els estils Gòtic-Renaixentista i Barroc, conviuen en una harmonia exemplar. Allí s'hi conserva una peça important d'imagineria valenciana, l'Ecce-Homo del s. XVI, entre altres obres.
També, està oberta al culte l'església de l'ex-convent de Sant Doménec fundat el 1579 sobre l'antiga ermita de Loreto. Allí es conserva la imatge medieval de la Mare de Déu de Loreto i l'altar de la relíquia del Beat Pare Ferreres, un retaule neogòtic amb pintures modernes de l'artista Toni Grau. A més, hem de destacar les pintures murals que es conserven a la sagristia del santuari i les de la capella del Roser.
Altres edificis religiosos d'interés són el convent de Sant Josep i Santa Anna fundat el 1611, on hi havia fins a desembre de 2008 una congregació de religioses de clausura de l'ordre de les Agustines Descalces. Ara habitat per una nova congregació, és conegut com a monestir dels patrons d'Europa i al seu campanar conserva la campana Maria, de 1610, declarada BIC. L'ermita del Santíssim Crist de la Palma i el convent dels pares Franciscans-Caputxins fundat el 1601. Malauradament, l'edifici de l'Ermita de l'Aurora ha estat tombat donat el seu lamentable estat de conservació. També, hi havia una congregació de Germanes Terciàries-Caputxines a l'Hospital de Sant Joan Baptista, que recentment han deixat de prestar la seua tasca d'assistència als necessitats i d'ensenyança infantil en el Col·legi Sagrada Família. Ara els seus espais estan ocupats per l'Escoleta Municipal, la llar del jubilat i el Centre de Dia
Fora del nucli urbà tenim l'ermita romànica de Sant Cristòfol, que fou l'església del despoblat dels Casals i que, encara que està en runes, dona fe de la importància que va tenir en algun temps, i l'ermita de Sant Joan en l'antic poblat del Vint-i-Cinc.
Hem de mencionar que algunes obres importants del patrimoni de l'Olleria encara estan en l'exili, com és el cas del retaule pintat l'any 1410 per Antoni Peris, que és propietat del Santuari de Loreto,(antic convent dels dominics) i que es troba dipositat al Palau Arquebisbal de València, esperant la seua tornada a casa.

## Festes locals

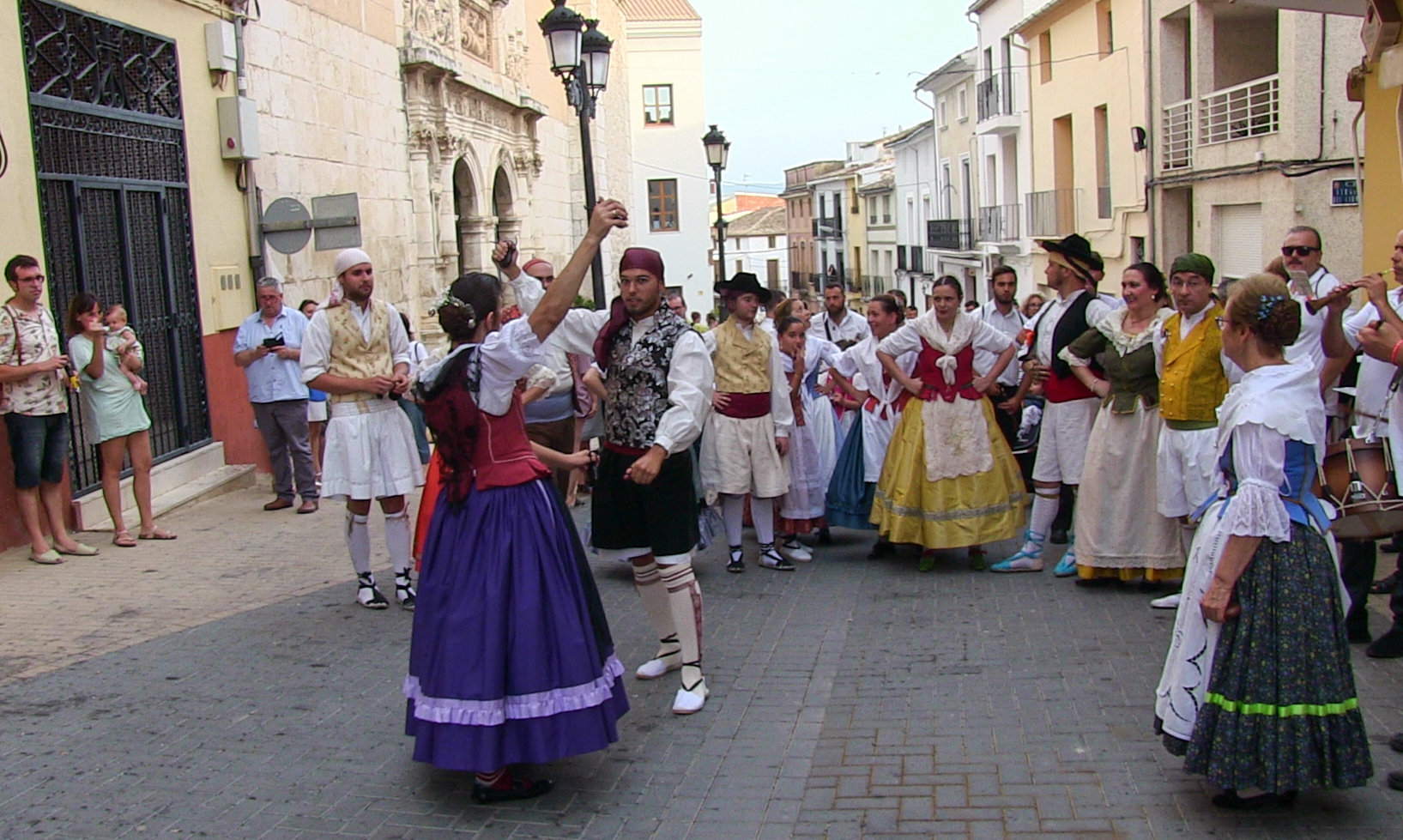
Festes de la Magdalena.

- Sant Antoni del Porquet és una festa molt arrelada a la població de l'Olleria. Al carrer de Sant Antoni s'encén una foguera i es convida la població a un sopar que té com a postres el típic Pa Beneït. El dia de Sant Antoni, la gent porta tots els animals a eixe carrer, on el senyor capellà els beneïx.

- Les Festes Patronals i de Moros i Cristians són la festa gran del poble i se celebren la primera setmana de setembre. Es realitza l'entrada de Moros i Cristians, així com les ambaixades i les entradetes que caldegen l'ambient durant la setmana de la trilogia festera. Les festes, que es fan en honor de Sant Miquel, van nàixer fa poc més de mig segle amb el compromís d'uns vidriers amb el sant patró.

- La Fira d'octubre, celebra el dret de fira atorgat en temps del rei Carles II de Castella. S'hi realitzen actes culturals i els carrers s'omplin de paradetes amb tota mena de productes com ara els primers torrons de la temporada. En finalitzar el recorregut s'hi troben les atraccions de fira.

- Les festes de la Magdalena, on el grup de danses el Revol, els castellers del Ball dels Locos i la colla de dolçaines i percussió La Morralla hi participen, reproduint les nostres tradicions. En acabar l'exhibició de dansa i castells, la gent que ho desitja sopa a la plaça de la Vila i després assistix al concert que tots els anys s'hi realitza.

## Nascuts a l'Olleria
- Juan Bautista Ferreres Boluda, Beat i jesuita
- Francesc Mompó i Valls, escriptor i poeta
- Antoni Grau i Mompó, (Toni Grau), artista plàstic
- Àgueda Micó i Micó, exsecretària general de Més - Compromís. Diputada al Congrés dels Diputats per Compromís - Sumar.
- Rafa Abdón, artista del vidre
- Josep Giner i Bleda, jugador de futbol.